# Estádio Márcio Cassiano da Silva
O Estádio Municipal Márcio Cassiano da Silva é um estádio de futebol localizado no município de Jaciara, no estado de Mato Grosso.
O estádio foi inaugurado em 1978 por Márcio Cassiano, então prefeito da cidade.
Em 2022, uma grande tempestade atingiu o município de Jaciara e destruiu toda a estrutura metálica que cobria parte do estádio. A arena foi o ponto mais afetado na cidade.
A arena costuma ser palco de partidas do segunda divisão do Campeonato Mato-grossense de futebol, da Copa Vale de Futebol de Campo, da Copa Cidesasul de Futebol de Campo e do Campeonato Mato-grossense de Futebol Americano. Além de sediar o Festival de Pipa da cidade e shows musicais.